# سالي ويد
سالي ويد (بالإنجليزية: Sally Wade)‏ هي مدربة كرة قدم ولاعبة كرة قدم بريطانية، ولدت في 13 يوليو 1984 في هيلينغدون ‏ في المملكة المتحدة. شاركت مع منتخب ويلز لكرة القدم للسيدات. أما مع النوادي، فقد لعبت مع London Bees ‏.

## وصلات خارجية
- سالي ويد على موقع الاتحاد الأوربي (الإنجليزية)
- سالي ويد على موقع قاعدة بيانات كرة القدم.إي يو (الإنجليزية)